# Oophila amblystomatis
Oophila amblystomatis Lambert ex Printz, 1927, nota anche come alga della salamandra, è un'alga monocellulare, che vive in simbiosi con le uova delle salamandre del genere Ambystoma; l'alga, tramite la fotosintesi, aumenta l'ossigeno nell'uovo della salmandra. Questa alga trasmette i suoi geni inserendoli all'interno del girino.